# John W. Loftus
John Wayne Loftus (Estados Unidos, 18 de septiembre de 1954) es un autor ateo estadounidense.

## Temprana edad y educación
Loftus nació el 18 de septiembre de 1954. Obtuvo una licenciatura de Great Lakes Christian College en 1977, una Maestría en Artes y una Maestría en Divinidad del Lincoln Christian Seminary en 1982, donde estudió con William Lane Craig; y una Maestría en Teología de Trinity Evangelical Divinity School en 1985. Abandonó un programa de Doctorado en Filosofía en teología y ética en la Universidad de Marquette en 1987.

## Carrera
Loftus fue ministro y enseñó apologética, filosofía, pensamiento crítico y ética en varias universidades, incluidas The College of Lake County, Grayslake, IL, Lincoln Christian University, Lincoln, IL, Great Lakes Christian College, Lansing, MI y Trine University., Angola, IN. A mediados de la década de 1990, a la luz de una relación extramatrimonial, Loftus tuvo una crisis de fe y finalmente rechazó el cristianismo.
En noviembre de 2021, Loftus es autor y editado de doce libros: The Christian Delusion (2010), The End of Christianity (2011, coescrito con Héctor Avalos), Why I Became an Atheist (2012), The Outsider Test of Faith: How to Know Which Religion Is True (2013), God or Godless (2013, coescrito con Randal Rauser), Christianity Is Not Great (2014), Cómo defender la fe cristiana: consejos de un ateo (2015), Christianity Is Not Great (2016), UnApologetic: Why Philosophy of Religion Must End (2016) y The Case against Miracles(2019). Editó una antología, God and Horrendous Suffering (2021). Coeditó, con Robert M. Price, una antología de destacados miticistas contemporáneos de habla inglesa, Varieties of Jesus Mythicism: Did He Even Exist? (2021).

## The Outsider Test For Faith
En su libro The Outsider Test For Faith, Loftus pide a los creyentes que prueben su fe religiosa como un outsider: "La mejor manera de probar la fe religiosa adoptada es desde la perspectiva de un outsider sin dobles estándares, usando el mismo nivel de escepticismo que uno. utiliza para evaluar otras creencias religiosas". "No es diferente al príncipe de la historia de Cenicienta, que debe interrogar a cuarenta y cinco mil personas para ver quién perdió la zapatilla de cristal en el baile de la noche anterior. Todos afirman haberlo hecho. Por lo tanto, el escepticismo está definitivamente justificado cuando acercarse a cualquier mujer que afirme tener el pie adecuado". 
Esta prueba ha sido cuestionada por Norman Geisler en "From Apologist to Atheist: A Critical Review", Thomas Talbott en "The Outsider Test for Faith: How Serious a Challenge Is It?", Mark Hanna, Biblical Christianity: Truth or Delusion? Matthew Flannagan, "Una revisión del engaño cristiano", y David Marshall, How Jesus Passes the Outsider Test: The Inside Story.